# Hererotapuit
De Hererotapuit (Namibornis herero) is een zangvogel uit de familie Muscicapidae (vliegenvangers).

## Verspreiding en leefgebied
Deze soort komt voor van uiterst zuidwestelijk Angola tot westelijk Namibië.